# Liste der denkmalgeschützten Objekte in Bergern im Dunkelsteinerwald
Die Liste der denkmalgeschützten Objekte in Bergern im Dunkelsteinerwald enthält die 10 denkmalgeschützten, unbeweglichen Objekte der Gemeinde Bergern im Dunkelsteinerwald im niederösterreichischen Bezirk Krems-Land.

## Denkmäler
| Foto |                 | Denkmal                                                                          | Standort                                        | Beschreibung | Metadaten |
| ---- | --------------- | -------------------------------------------------------------------------------- | ----------------------------------------------- | --- | --- |
| ja   | Datei hochladen | Kath. Pfarr- und Wallfahrtskirche Mariae Geburt HERIS-ID: 34437 Objekt-ID: 32738 | Maria Langegg 1 Standort KG: Maria Langegg      | Der Sakralbau wurde von 1765 bis 1773 errichtet. | BDA-Hist.: Q18413551 Status: Bescheid Stand der BDA-Liste: 2025-06-30 Name: Kath. Pfarr- und Wallfahrtskirche Mariae Geburt GstNr.: .1 Church of the Nativity of the Virgin Mary (Maria Langegg) |
| ja   | Datei hochladen | Ehem. Servitenkloster HERIS-ID: 34436 Objekt-ID: 32737                           | Maria Langegg 1a Standort KG: Maria Langegg     | Die Klosteranlage wurde ab der Mitte des 17. Jahrhunderts errichtet. | BDA-Hist.: Q1512817 Status: Bescheid Stand der BDA-Liste: 2025-06-30 Name: Ehem. Servitenkloster GstNr.: .2/1, 2/2, .2/2 Servitenkloster Maria Langegg                                           |
| ja   | Datei hochladen | Ansitz, sog. Langeggerhof HERIS-ID: 34438 Objekt-ID: 32739                       | Maria Langegg 4 Standort KG: Maria Langegg      | Ein freistehender mächtiger Bau mit Schopfwalmdach, der 1582 urkundlich erwähnt wurde. | BDA-Hist.: Q37958091 Status: Bescheid Stand der BDA-Liste: 2025-06-30 Name: Ansitz, sog. Langeggerhof GstNr.: 19/4                                                                               |
| ja   | Datei hochladen | Kreuzweg HERIS-ID: 76914 Objekt-ID: 90512                                        | Standort KG: Maria Langegg                      | Der Kreuzweg wurde im Zuge der Errichtung des Wallfahrtsmuseum zu einem „Outdoor-Themenweg“ umgestaltet.                                                                                        | BDA-Hist.: Q38146768 Status: § 2a Stand der BDA-Liste: 2025-06-30 Name: Kreuzweg GstNr.: 5/1, 7/2, 164/1, 8, 7/3                                                                                 |
| ja   | Datei hochladen | Ursprungskapelle HERIS-ID: 76915 Objekt-ID: 90513                                | Maria Langegg 1, bei Standort KG: Maria Langegg | Die Kapelle ist der Restbestand der ersten Kirche und war deren Chorraum. 1963 errichtete man in der Kapelle ein Denkmal für die gefallenen und ermordeten Priester des I. und II. Weltkrieges. | BDA-Hist.: Q38146787 Status: Bescheid Stand der BDA-Liste: 2025-06-30 Name: Ursprungskapelle GstNr.: .5                                                                                          |
| ja   | Datei hochladen | Ortskapelle HERIS-ID: 76907 Objekt-ID: 90505                                     | Oberbergern 87 Standort KG: Oberbergern         | Rechteckbau, 1763 von Johann Schwerdtfeger erbaut, 1985/86 restauriert. | BDA-Hist.: Q38146693 Status: § 2a Stand der BDA-Liste: 2025-06-30 Name: Ortskapelle GstNr.: .5 Ortskapelle Oberbergern                                                                           |
| ja   | Datei hochladen | Ortskapelle HERIS-ID: 76910 Objekt-ID: 90508                                     | Schenkenbrunn 45 Standort KG: Schenkenbrunn     | Kleiner Giebelbau mit Dachreiter, um 1800 erbaut. | BDA-Hist.: Q38146719 Status: § 2a Stand der BDA-Liste: 2025-06-30 Name: Ortskapelle GstNr.: .29                                                                                                  |
| ja   | Datei hochladen | Ehem. Pfarrhof HERIS-ID: 206071seit 2021                                         | Unterbergern 44 Standort KG: Unterbergern       | Eingeschoßiges Gebäude mit Walmdach, erbaut 1785/87 von Johann Schwerdtfeger. | BDA-Hist.: Q107530952 Status: Bescheid Stand der BDA-Liste: 2025-06-30 Name: Ehem. Pfarrhof GstNr.: .31                                                                                          |
| ja   | Datei hochladen | Kath. Pfarrkirche hl. Johannes Nepomuk HERIS-ID: 50750 Objekt-ID: 56034          | Unterbergern 134 Standort KG: Unterbergern      | Schlichte josephinische Saalkirche, 1766 erbaut, 1784 durch Johann Schwerdtfeger vergrößert. Schlanker vorgestellter Nordturm.                                                                  | BDA-Hist.: Q38041934 Status: § 2a Stand der BDA-Liste: 2025-06-30 Name: Kath. Pfarrkirche hl. Johannes Nepomuk GstNr.: .37 Pfarrkirche Unterbergern                                              |
| ja   | Datei hochladen | Ortskapelle HERIS-ID: 58672 Objekt-ID: 69441                                     | Wolfenreith 19 Standort KG: Wolfenreith         | Schlichter Giebelbau mit oktogonalem Spitzhelm. | BDA-Hist.: Q38084276 Status: § 2a Stand der BDA-Liste: 2025-06-30 Name: Ortskapelle GstNr.: .4 Ortskapelle Wolfenreith                                                                           |